# Шелковый, Сергей Константинович
Серге́й Константи́нович Шелко́вый (род. 21 июля 1947, Львов) — советский и украинский поэт, эссеист, литературный критик.

## Биография
Родился 21 июля 1947 года во Львове.
Отец, Шелковый Константин Иванович (1926—1996) — инженер-машиностроитель, руководитель промышленных предприятий Харькова, мать, Шелковая (Денисова) Валентина Вениаминовна (1925—2006) — инженер-электротехник.
В 1965 г. окончил 9-ю среднюю школу в Харькове, в 1971 г. — инженерно-физический факультет Харьковского политехнического института, в 1979 г. — аспирантуру там же. В 1980 г. защитил диссертацию на соискание учёной степени кандидата технических наук «Исследование колебаний корпусов энергетических машин на основе пространственных пластинчатых конечноэлементных моделей», с 1973 по 2019 год преподавал в Национальном техническом университете «Харьковский Политехнический Институт», читая на различных факультетах курсы лекций «Теория колебаний», «Математические основы теории надёжности», «Информатика», «Алгоритмические языки и программирование», « Системное программирование», «Компьютерные сети», «Основы конструирования», «Основы статической и динамической прочности» и др. Доцент, автор научных публикаций в области прикладной математики и механики.
Первые литературные опыты относятся к 1959 году. С 1973 г. публикует свои литературные произведения. Член Союза писателей СССР и Союза писателей Украины (1989), Международной ассоциации писателей и публицистов (2006).
Живёт в Харькове.

## Творчество
Ещё в 1989 году Борис Чичибабин писал в своей рекомендации в Союз писателей СССР: «Сергей Шелковый принадлежит к тем подлинным поэтам, число которых я как читатель измеряю единицами. И потому я испытываю чувство благодарной радости и духоподъёмного восторга, перечитывая его великолепные стихи».
Миновало три десятилетия, за которые вышло в свет более тридцати книг поэзии, прозы, эссеистики, поэтических переводов Сергея Шелкового.
И тридцать лет спустя, в 2019-м, в своей объёмной статье академик Иван Дзюба пишет о сегодняшнем творчестве поэта: «Эту „распахнутость мирозданию“ видим во всех поэтических сюжетах Сергея Шелкового. Иногда она задана самой природою и существует помимо нашей воли. Иногда же она очеловечена — верой и духовным устремлением в Небо. И рождаются такие чудесные стихи, что их можно было бы назвать классическими образцами религиозной лирики, если бы автор не был столь далёк от формальной религиозности. Одновременно в его поэзии звучит глубокое христианское чувство любви ко всему живому, сочувствие к страданию и великодушие, которые неотделимы от полноты его человеческой сущности».
Стихи и проза С. Шелкового публиковались в Белоруссии, Бельгии, Болгарии, Германии, Греции, Великобритании, Дании, Израиле, Канаде, на Кипре, в Латвии, Молдавии, Польше, РФ, Сербии, Словакии, Украине, США, Чехии и др. Стихотворения переводились на украинский, английский, армянский, болгарский, венгерский, греческий, грузинский, испанский, итальянский, латышский, литовский, македонский, немецкий, нидерландский, польский, португальский, румынский, словацкий, сербский, татарский, французский, хорватский и чешский языки. Его книги выходили отдельными изданиями на десяти языках.
На стихи из книг С. Шелкового написано более 90 песен, выпущены два компакт-диска с авторскими песнями: «Янгол огня. 22 песни из десяти книг» (2005) и «В родной Гиперборее» (2007).
Является организатором и председателем жюри конкурса Международной Славянской Поэтической Премии, проводимого с 2013 года под эгидой НСП Украины, членом жюри Международного фестиваля поэзии «Эмигрантская лира», проходящего в Бельгии и Франции, и членом жюри Международного литературного фестиваля «Редкая птица» (г. Днепр).
Автор более 60 книг стихотворений, прозы, эссеистики, поэтических переводов.

### Избранные публикации
- Всадник-май : стихотворения. — М., 1985.
- Три времени судьбы : стихотворения. — Харьков, 1989.
- Шиповниик, сто сердец дарящий : стихотворения. — Киев, 1990.
- Врата : стихотворения. — Харьков, 1993.
- Во плоти : стихотворения. — Харьков, 1994.
- Листы пятикнижья : избранные стихотворения. — Харьков, 1997.
- Вечеря : стихи, проза. — Харьков, 1999.
- На кордоне : стихотворения. — Харьков, 2001.
- Воздушные коридоры : стихотворения. — Харьков, 2002.
- Мандри : поезії. — Харків, 2002. (українською мовою)
- Стихии : стихи, проза. — Харьков, 2003.
- Певчий : стихи, проза. — Харьков, 2005.
- Эон : стихотворения. — Харьков, 2007.
- Июнь-июль : избранные стихотворения. — Харьков, 2007.
- Небесная механика : стихотворения. — Киев, 2009.
- Кровь, молоко : проза. — Харьков, 2010.
- Парусник : стихотворения. — Киев, 2011.
- На улице Пушкинской : проза. — Харьков, 2011.
- Аве, август : стихотворения. — Харьков, 2012.
- Данас — Днесь : стихи, переводы. — Харьков, 2013. (на сербском и русском яз.)
- Дванадесять : поэтич. переводы с двенадцати славянских языков. — Харьков, 2014.
- Очерки о литературе. — Харьков, 2014.
- Свет безымянный: стихи — Харьков, 2015.
- Апостольское число : поэтич. переводы с двенадцати славянских языков — Харьков, 2015.
- На родине Орфея : стихи, переводы. — Харьков, 2016. (на болгарском и русском яз.)
- Техническая механика : партнёрство НТУ «ХПИ» с университетами Германии : сборник статей. — Харьков, 2016.
- Вербное Воскресенье : стихи, переводы. — Харьков, 2016. (на немецком и русском яз.)
- Дароносица : стихи, переводы. — Харьков, 2016. (на чешском и русском яз.)
- Будь и пиши : стих. переводы. — Харьков, 2017. (на румынском и русском яз.)
- У белого ангела : поэтические переводы с немецкого Р. М. Рильке, Г.Тракля и других нем. экспрессионистов XX века. — Харьков, 2017. (на немецком и русском яз.)
- Левова доля : поезії, поетичні переклади. — Харків, 2017. (українською мовою)
- Podzimni horizont : basne. — Broumov, 2017. (на чешском языке)
- Лето в разгаре : стихи, переводы. — Харьков, 2018. (на словацком и русском яз.)
- Рождество — Божич : стихи, переводы. — Харьков, 2019. (на сербском и русском яз.)
- Сорок років наукової співпраці НТУ «ХПІ» з університетами Німеччини в галузі технічної механіки : збірник статей. — Харків, 2019, (українською мовою).
- Окоём: стихи. — Киев, 2019
- Райнер и Мария: стихи, проза, переводы. — Харьков, 2020 (на немецком и русском яз.)
- Время под обложкой книги…: очерки, эссе. — Харьков, 2020
- Тень облака: стихотворения. — Киев, 2020.
- Сны во сне: стихотворения. — Харьков, 2021.
- Шпажник («Mieczyk»): стихи, переводы. Харьков, 2021 (на польском, украинском и русском языках).
- Псалми незрадженої волі… (поезії часів війни) Київ, 2022.
- Дванадцятьма мовами: поетичні переклади, Харків, 2022.
- Собор, собрание дарящих… (о творческом объединении харьковских художников «Буриме»), Харьков, 2022.
- «Неісходиме» (поезії часів війни, 2022—2023). — Київ, 2023
- «Неісходиме» (поезії часів війни, 2022—2023, друге доповнене видання). — Харків, 2023
- «Собор, співдружність тих, що дарять» (дайджест), — Харків, 2023
- «Літній день від Бога» («Letní den od Boha»): поезії — Харків, 2023 (чеською та українською мовами).
- «Птах вишиваний»: поезії — Харків, 2023
- «Листи з одвічної війни» (поезії часів війни 2023—2024) — Харків, 2024
- «Захаріополь, Леополіс» (поезії часів війни) — Харків, 2024
- «Ja a ty», basne — Kosice, 2024 (поезії словацькою мовою)
- «Айстри третьої світової»: поезії — Київ, 2025 (українською та французькою мовами).

"Портали": поезії — Київ, 2025.
"Грон плине до Дунаю" (Hron plynie do Dunaja), переклади класичної і сучасної словацької поезії —
Банська Бистриця, 2025.
"Пливе корабель" (Plava lod): поезії  (українською і словацькою мовами) — Банська Бистриця, 2025.
"Етюди вулиці Мистецтв": поезії, есеї — Харків, 2025.
"Poesia ucraina in italiano", Ruvo di Puglia, 2025 ( "Українська поезія італійською мовою", у співавторстві з А.Гуськовим).
"Гірке бельканто" (Belcanto amaro): поезії (українською і італійською мовами) —  Київ, 2025.
"Велет сонця" (El gigante del sol): поезії (українською та іспанською мовами) —  Харкїв, 2025.

Вышли в свет издания, посвящённые творчеству С. Шелкового:
- Сергей Константинович Шелковый. Биобиблиографический указатель: к 60-летию со дня рождения.  Харьков, 2007. 192 с., илл. 12 с.
- Сергей Константинович Шелковый. Биобиблиографический указатель: к 65-летию со дня рождения. — Харьков, 2012. 424 с., илл 16 с.
- Сергей Константинович Шелковый. Биобиблиографический указатель: к 70-летию со дня рождения — Харьков, 2017, 530 с., илл. 40 с.

Автор четырёх книг поэтических переводов
- Вера Копецка «Надо мною гора Йештед», Х., 2017 (с чешского языка),
- Владимир Свидзинский «Черлян», К., 2020 (с украинского),
- Даниця Грнчарова-Шишлакова «Карма та інші речі», Х., 2023 (зі словацької).
- Анна Древицька «Ще тільки серпень мого життя», Банська Бистриця, 2024, (зі словацької)

- Поэзия.ру
- Стихи.ру Архивная копия от 22 сентября 2012 на Wayback Machine
- Проза.ру Архивная копия от 1 июня 2012 на Wayback Machine
- Рифма.ру Архивная копия от 28 апреля 2017 на Wayback Machine
- Журнальный зал Архивная копия от 10 февраля 2012 на Wayback Machine
- Youtube.com Архивная копия от 28 апреля 2016 на Wayback Machine
- Ulita Productions Архивная копия от 4 марта 2016 на Wayback Machine
- Истина и жизнь Архивная копия от 5 марта 2012 на Wayback Machine
- 45-я параллель
- Привет.ру
- Журнальный портал Мегалит

## Награды и признания
- Премия им. Б. Слуцкого (2000) за книгу «Листы пятикнижья»
- Премия им. Н. Ушакова (2001) за книгу «Вечеря»
- Международный орден Святого Станислава (2007) — за вклад в литературу и культуру
- Международная премия им. Ю. Долгорукого (2007) за книгу «Июнь-июль»[1].
- Почётная медаль Национального Союза Писателей Украины (2017)